# Павильон № 31 «Геология» на ВДНХ
Павильон «Геология» — 31-й павильон ВДНХ, построенный в 1953—1954 годах. Первоначально носил название «Лён, конопля и другие лубяные культуры», в 1956—1957 годах — «Лубяная и шерстяная промышленность», в 1958 — «Льняная и шерстяная промышленность».

## История
Первый павильон на месте существующего в наше время был построен в 1937 году по проекту архитектора Кирилла Афанасьева и носил название «Лён. Конопля и новолубяные культуры». Он был деревянным и при послевоенной реконструкции выставки был разобран. Ныне существующий павильон был построен в 1953—1954 годах по проекту архитектора Леонида Павлова в стиле сталинского ампира, под названием «Лён, конопля и другие лубяные культуры». В плане павильон прямоугольный, с углублением в центральном фасаде, который отмечен высоким портиком с четырьмя колоннами. Фасад украшен лепниной с изображением растений, давших павильону название.
Первая экспозиция павильона была посвящена развитию и достижениям сельского хозяйства в сфере выращивания льна и сопутствующих культур. В ней были представлены модели и фотографии образцов сельскохозяйственной техники, стенды, где рассказывалось о достижениях в данной отрасли. Рядом с павильоном действовала площадка для демонстрации техники, используемой при выращивании и обработке льна. В 1956 году акцент в тематике экспозиции был смещён, и она получила название «Лубяная и шерстяная промышленность», а спустя два года — «Льняная и шерстяная промышленность». Теперь в ней рассказывалось уже не о выращивании, а именно о производстве продукции из льна и шерсти. В 1959 году тематика была полностью изменена, и в павильоне разместилась экспозиция «Геология». На демонстрационной площадке у павильона теперь находились модели горно-добывающего оборудования. Сама экспозиция была посвящена полезным ископаемым Советского Союза, их добыче и использованию. В частности, в павильоне действовала электрифицированная геологическая карта страны, размещались стенды, посвящённые отдельным районам добычи полезных ископаемых (к примеру, «Курская магнитная аномалия», «Якутские алмазы», «Тургайские месторождения», и другие). В витринах были представлены образцы минералов и горных пород из разных частей СССР, демонстрировались модели техники, с помощью которой ведётся разведка новых месторождений. В 1990-е годы экспозиция была упразднена, а павильон был занят магазинами. С 2013 года он находится на реконструкции. В её процессе в 2017 году в павильоне была найдена считавшаяся утраченной коллекция минералов, а при очистке колон от слоёв краски — прекрасно сохранившиеся изображения 1958 года со сценами из жизни геологов. 
В мае 2022 года в отреставрированном павильоне открылась выставка, приуроченная к 100-летию Государственного биологического музея им. К.А. Тимирязева, «12 признаков живого». 